# Hyundai i20
Hyundai i20 er en minibil fra Hyundai. Modellen afløste Hyundai Getz og blev første gang præsenteret på Paris Motor Show i september 2008. Med det nye navn rettede den sig præcis mellem i10 og i30.

## Karrosseri
i20 findes som tre- og femdørs hatchback. Ydermålene på disse to varianter adskiller sig ikke, de har begge en længde på 3,94 m og en bredde på 1,71 m. Akselafstanden er 2,53 m, og bagagerummet kan rumme 295 liter i både tre- og femdørsversionen, og kan udvides til 1.060 liter ved at klappe det 60:40 delte bagsæde frem.
Som følge af god fodgængersikkerhed og standardmonteret ESP fik i20 i Euro NCAPs kollisionstest fem ud af fem stjerner.
- Bagfra
- Hyundai i20 femdørs
(2008−)

## Udstyr
i20 findes i tre forskellige udstyrsvarianter: Classic, Comfort og Style.
Grundudstyret Classic findes kun til den mindste benzinmotor, hvorimod topudstyret Style ikke findes til den mindste benzinmotor. 1,6-liters motorerne (både benzin og diesel) fandtes kun med topudstyret Style.
Classic er kendetegnet ved ufarvede dørhåndtag og sidespejle. Som eneste model har den 14" stålfælge med dækdimensionen 175/70 R14. Alle andre modeller har 15" hjul (stålfælge på Comfort og alufælge på Style) på 185/60 R15 dæk.
Style har som standard farvepakke, som indeholder farvet sædeindtræk (rødt eller blåt) og metallic- eller mineraleffekt-lak. Som den eneste findes den med automatisk klimaanlæg.
Fra Classic har i20 som standard ESP og seks airbags.

## Motorer
I starten fandtes i20 med tre firecylindrede benzinmotorer mellem 57 kW (78 hk) og 93 kW (126 hk) og en firecylindret dieselmotor med 85 kW (115 hk). I 2010 udgik 1,6-litersmotorerne.
Benzinmotorerne har som standard femtrins manuel gearkasse, mens 1,6 CRDi derimod havde seks gear. Benzinmotorerne på 1,4 og 1,6 liter kan som ekstraudstyr fås med firetrins automatisk gearkasse. 
Motorerne i i20 er monteret foran på tværs.
| Model         | Cylindre | Ventiler | Slagvolume cm³ | Max. effekt kW (hk) / omdr. | Max. drejningsmoment Nm / omdr. | 0-100 km/t sek. | Topfart km/t | Byggeår     |
| ------------- | -------- | -------- | -------------- | --------------------------- | ------------------------------- | --------------- | ------------ | ----------- |
| Benzinmotorer |          |          |                |                             |                                 |                 |              |             |
| 1.0           | 3        | 12       | 998            | 88 (100) / 6000             | 171.6 /(1500-4000)              | 10.8            | 188          | 2018 −      |
| 1.2           | 4        | 16       | 1248           | 57 (78) / 6000              | 119 / 4000                      | 12,9            | 165          | 2008 −      |
| 1.4           | 4        | 16       | 1396           | 74 (100) / 5500             | 137 / 4200                      | 12,9            | 172          | 2008 −      |
| 1.6           | 4        | 16       | 1591           | 93 (126) / 6300             | 157 / 4200                      | 9,5             | 190          | 2008 − 2010 |
| Dieselmotorer |          |          |                |                             |                                 |                 |              |             |
| 1.4 CRDi      | 4        | 16       | 1396           | 55 (75) / 4000              | 220 / 1750 − 2350               | 16,2            | 161          | 2008 −      |
| 1.4 CRDi      | 4        | 16       | 1396           | 66 (90) / 4000              | 220 / 1750 − 2750               | 13,5            | 172          | 2008 −      |
| 1.6 CRDi      | 4        | 16       | 1582           | 85 (115) / 4000             | 260 / 1900 − 2750               | 10,7            | 190          | 2008 − 2010 |